# Teddy Bishop
Edward James 'Teddy' Bishop (Cambridge, 15 juli 1996) is een Engels voetballer die bij voorkeur als centrale middenvelder speelt. Hij staat onder contract bij Colchester United.

## Clubcarrière
Bishop werd geboren in Cambridge en sloot zich in 2004 aan in de jeugdacademie van Ipswich Town. Op 12 augustus 2014 debuteerde hij voor The Blues in de League Cup tegen Crawley Town. Op 30 augustus 2014 maakte Bishop zijn competitiedebuut tegen Derby County. Op 22 november 2014 scoorde Bishop zijn eerste doelpunt in de Championship tegen AFC Bournemouth.